# Sottoprefettura

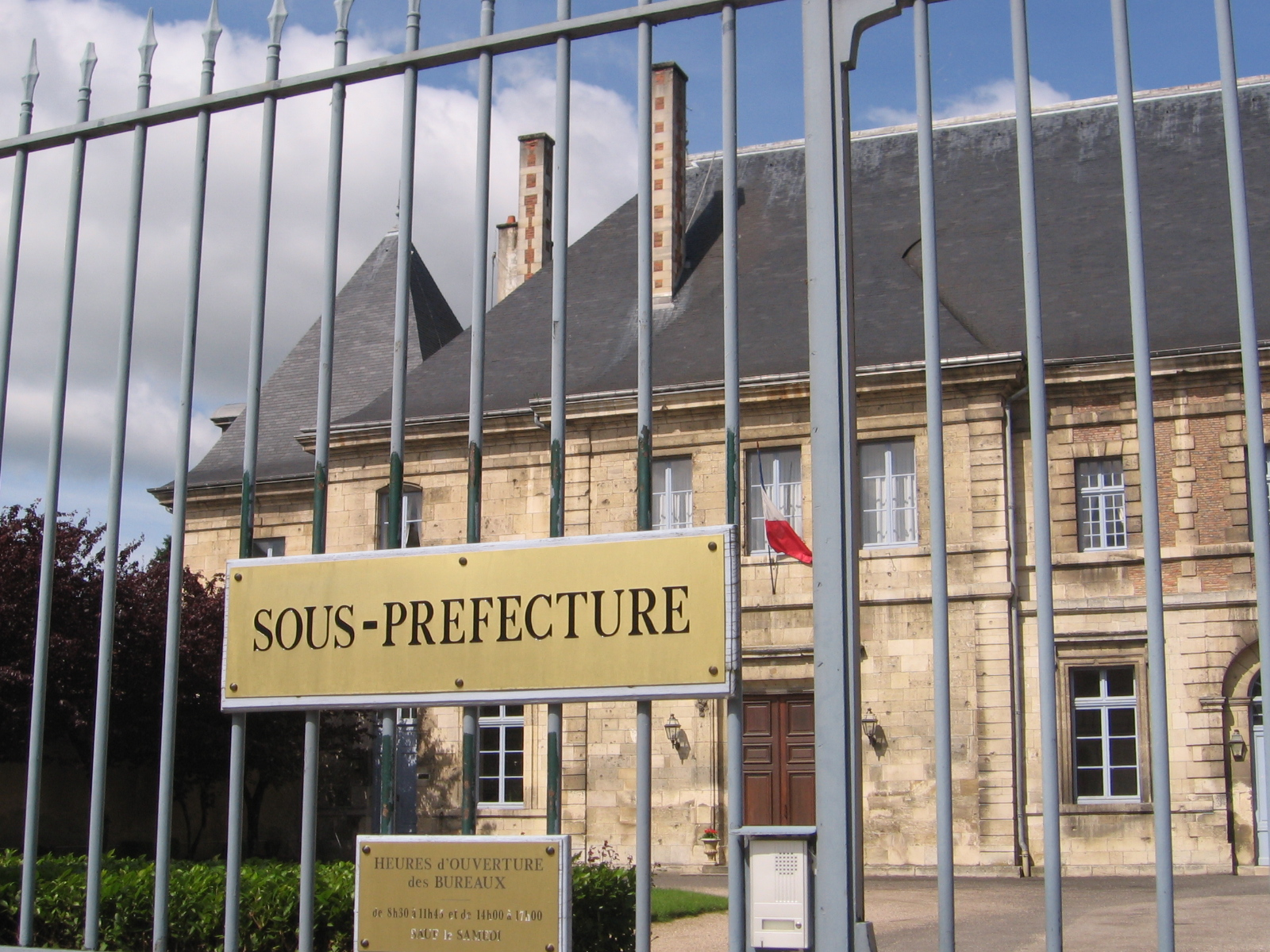
Sous-préfecture di Verdun.

Una sottoprefettura è un livello di amministrazione locale inferiore alla prefettura o provincia.

## Cina
Usate durante la dinastia Qing, erano chiamate ting (廳T, 厅S) e avevano la stessa importanza dei dipartimenti (州) e dei distretti (縣) come entità inferiore alla prefettura (府).

## Francia
Una sous-préfecture è il capoluogo di un arrondissement dipartimentale, la suddivisione inferiore al livello del dipartimento. A capo di essa si trova il sottoprefetto o sous-préfet.

## Giappone
Alcune prefetture del Giappone hanno sottoprefetture dette 支庁 (shicho).

## Italia
Le sottoprefetture italiane erano gli organi di decentramento gestionale delle Regie prefetture, istituite con legge n°3702 del 1859 nel Regno di Sardegna, che poi assunse la denominazione di Regno d'Italia. Esse avevano sede in ogni capoluogo di circondario, con esclusione di quelli capoluogo di provincia dove le relative attribuzioni erano svolte direttamente dalle prefetture, ed erano alle dipendenze del Ministero dell'Interno. Più precisamente, nel Regno di Sardegna nelle circoscrizioni furono istituite delle Intendenze a capo delle quali furono posti gli Intendenti del Re; a seguito dell'unificazione nazionale, il capo del governo Ricasoli decise di modificare la denominazione degli uffici periferici del Ministero dell'Interno; attraverso il regio decreto del 9 ottobre 1861, n. 250, le Intendenze generali assunsero la denominazione di Regie Prefetture, mentre le Intendenze vennero chiamate Sottoprefetture.
Il governo fascista dapprima diede nuove funzioni alle sottoprefetture con decreto del 21 ottobre 1926 poi, con regio decreto legge n. 1 del 1927 le soppresse in tutto il territorio nazionale.
Tra il 1941 e il 1943 vennero ristabilite limitatamente alla Provincia di Lubiana, un'area in cui la totale assenza dell'elemento etnico italiano richiedeva un più capillare controllo del territorio.

## Vietnam
Esempio: sottoprefettura di Quang Hoa (provincia di Thanh Hoa)